# Jezioro Tynwałdzkie
Jezioro Tynwałdzkie – jezioro w woj. warmińsko-mazurskim, w powiecie iławskim, w gminie Iława, leżące na terenie Równiny Iławskiej.

## Dane morfometryczne
Powierzchnia zwierciadła wody wynosi 30,0 ha.
Zwierciadło wody położone jest na wysokości 101,6 m n.p.m..

## Hydronimia
Według urzędowego spisu opracowanego przez Komisję Nazw Miejscowości i Obiektów Fizjograficznych (KNMiOF) nazwa tego jeziora to Jezioro Tynwałdzkie. W różnych publikacjach i na mapach topograficznych jezioro to występuje pod nazwą Tynwałd.